# Etilpentano
Etilpentano (ou 3-Etilpentano, mas, por convenção de notação, este 3- pode ser omitido) é um dos isômeros ramificados do heptano, de fórmula química C7H16